# Octatetrain
Octatetrain ist ein instabiles Polyin mit vier Dreifachbindungen.

## Herstellung
Polyine können durch Erzeugung eines Lichtbogens zwischen Graphit- oder Titanelektroden in Hexan erzeugt werden. Hierbei entsteht als Hauptprodukt Octatetrain sowie etwa 20 % Hexatriin.
Ein Gemisch von Octatetrain mit anderen Polyinen kann durch Bestrahlung von Graphit mit einem Laser (Yttrium-Aluminium-Granat dotiert mit Neodym, 532 nm) unter einer Propan/Argon-Atmosphäre gewonnen werden. Das Produkt kann dabei in stark gekühlten organischen Lösungsmittel (z. B. Hexan) aufgefangen werden. Mehrere andere Methoden, die auf der Bestrahlung von Graphit mit Lasern basieren, wurden ebenfalls beschrieben.